# 全国公民館連合会
公益社団法人全国公民館連合会（ぜんこくこうみんかんれんごうかい）は、全国に約19,000館ある公民館の連絡と協力のために存在する元文部科学省所管の社団法人である。全国19,000館の公民館が各都道府県別に連合組織を作り、その都道府県連合会が全国的な連合組織をつくるという形で成立している。「月刊公民館」を発刊して各公民館に情報を提供し、研究大会の開催、調査研究の実施により内容の深化を図り、職員研修会開催や優良職員表彰によって職員資質の向上と職員への励みを進めている。

## 設立
前身は、「全国公民館連絡協議会」という名称で昭和26年11月29日に結成された。
法人としては、昭和40年3月9日に社団法人として認可されている。
国などとの交渉のためにも、公民館の全国組織が必要との当時の公民館職員の思いが結集し、設立につながった。

## 目的
全国の公民館の連絡提携と公民館活動の振興発展を図り、もって文化の進展に寄与する。

## 事務所
東京都港区虎ノ門1丁目

## 公民館活動及び全国公民館連合会活動の経緯
昭和26年の全国公民館連絡協議会結成を第一歩とし、昭和40年には社団法人全国公民館連合会を設立し、半世紀以上の歩みを続けている。
戦後の荒廃の中で、公民館関係職員と地域住民の熱意に支えられながら、公民館は地域の復興、住民の生活の安定と向上、地域文化の振興に取り組み、大きな実績をつくってきた。
昭和26年社会教育法の制定により、公民館が市町村立の社会教育施設としてその位置づけが明記されるとともに、全国的にも大きな展開を見せた。その後は施設面にも、活動・内容面においても拡充著しく、文部省においても優良公民館表彰制度を設けるなどしてこの活動を振興してきた。昭和60年から始まる臨時教育審議会の答申を受けての生涯学習体系への移行という教育改革の方向付けでは、公民館はその生涯学習振興の中心的機関として一層の使命が要請されてきた。一方、地域社会の状況は科学技術の発達、産業構造の変化、あるいは少子高齢化、高学歴化、国際化等、激しい変容を見せ、公民館活動もそれに対応してきた。さらに今日IT革命をはじめとする社会構造、人間関係に影響を及ぼす新しい世界に生きる人間の社会教育機関として公民館の新たな役割が期待されている。
なお、平成24年4月1日から、公益社団法人となる。